# Прилютово
Прилю́тово — пасажирський залізничний зупинний пункт Куп'янської дирекції Південної залізниці.
Розташований неподалік від села Прилютове, Куп'янський район, Харківської області на лінії Оливине — Огірцеве між станціями Гусинка (7 км) та Шипувате (4 км).
Станом на травень 2019 року щодоби чотири пари приміських дизель-поїздів здійснюють перевезення за маршрутом Вовчанськ — Куп'янськ-Вузловий.